# Bydgoszcz Główna
Bydgoszcz Główna je hlavní nádraží v Bydhošti (polsky Bydgoszcz), hlavním městě Kujavsko-pomořského vojvodství v severním Polsku na březích řeky Brdy a Visly.

## Historie

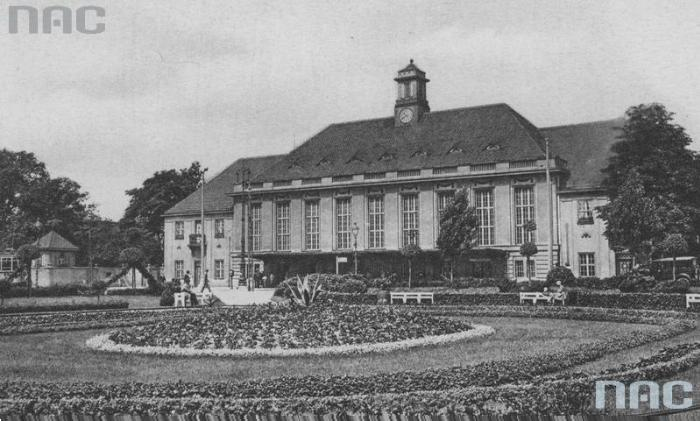
Nádražní budova (1915)

První nádražní budova železniční stanice v Bydhošti byla postavena v roce 1851 při výstavbě Pruské východní dráhy (polsky Pruskiej Kolei Wschodniej), která spojovala města Krzyż Wielkopolski a Kaliningrad. Dne 25. července roku 1851 byla oficiálně otevřena východní část železnice spojující města Krzyż Wielkopolski a Bydhošť (145 km) a to za přítomnosti pruského krále Fridricha Viléma IV. První osobní vlak odjel ze stanice dne 27. července roku 1851. S rozvojem železniční dopravy bylo navrženo rozšíření nádraží.
První přestavba nádraží byla dokončena v roce 1861, při výstavbě části Varšavsko-Bydhošťské dráhy (polsky Kolej Warszawsko-Bydgoska). Po této přestavbě se nádraží nevyrovnalo s nárůstem počtu cestujících v osobní dopravě a tak bylo v roce 1870 přestavěno. Od roku 1888 propojovala železniční stanici nejprve koněspřežná dráha a od roku 1896 tramvajová dráha.
V roce 1910 poté, co železniční stanici zachvátil požár, přišla další rekonstrukce, výstavba nové nádražní budovy, dokončena byla v roce 1915. Další rekonstrukce nádražní budovy, kdy měla získat více reprezentativní podobu, přišla v roce 1926. V této podobě přežila meziválečné období a druhou světovou válku.
Poslední velká rekonstrukce železniční stanice přišla v roce 1968, kdy získala moderní podobu.

## Železniční tratě
Hlavním nádražím procházejí železniční tratě:
- D18 Kutno – Piła Główna
- D131 Chorzów Batory – Tczew (Uhelná magistrála)
- D356 Poznań Wschód – Bydgoszcz Główna
- D745 Bydgoszcz Główna - Czyżkówko

## Železniční doprava
Hlavní nádraží v Bydhošti obsluhují dálkové vnitrostátní, regionální spoje spojující města:
- Inowrocław
- Toruń
- Tczew
- Piła
- Poznaň - (Poznań Główny)
- Krzyż Wielkopolski
- Kościerzyna
- Varšava - (Warszawa Zachodnia, Warszawa Centralna, Warszawa Wschodnia)
- Gdaňsk - (Gdańsk Główny)
- Gdyně - (Gdynia Główna)
- Wrocław - (Wrocław Główny)
- Włocławek
- Lodž,

V těsné blízkosti hlavního nádraží se nachází autobusová smyčka veřejné dopravy, obsluhující linky: 54, 62, 67, 71, 79, 80, 93, 94.

## Galerie

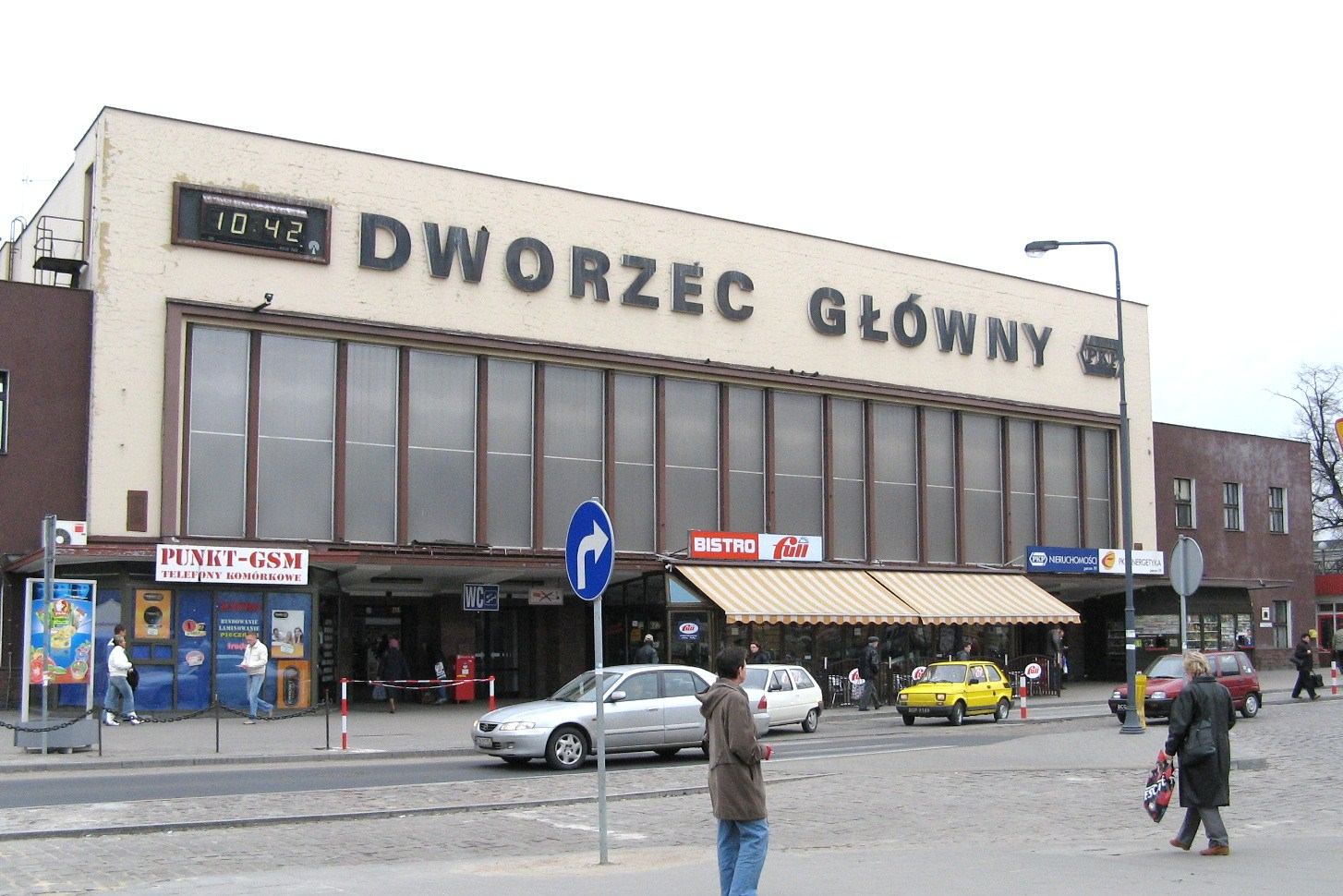
Nádražní budova
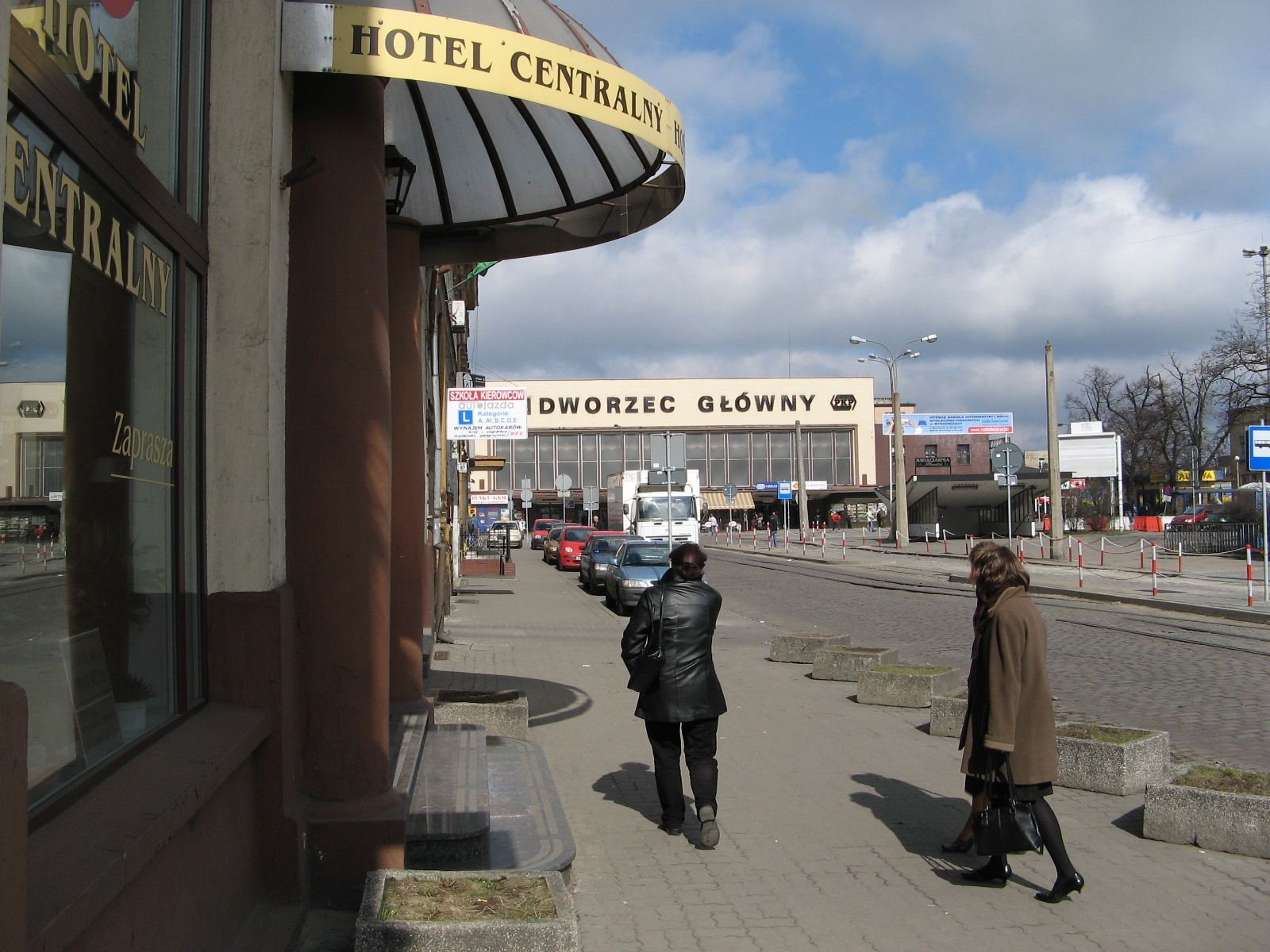
Nádražní budova
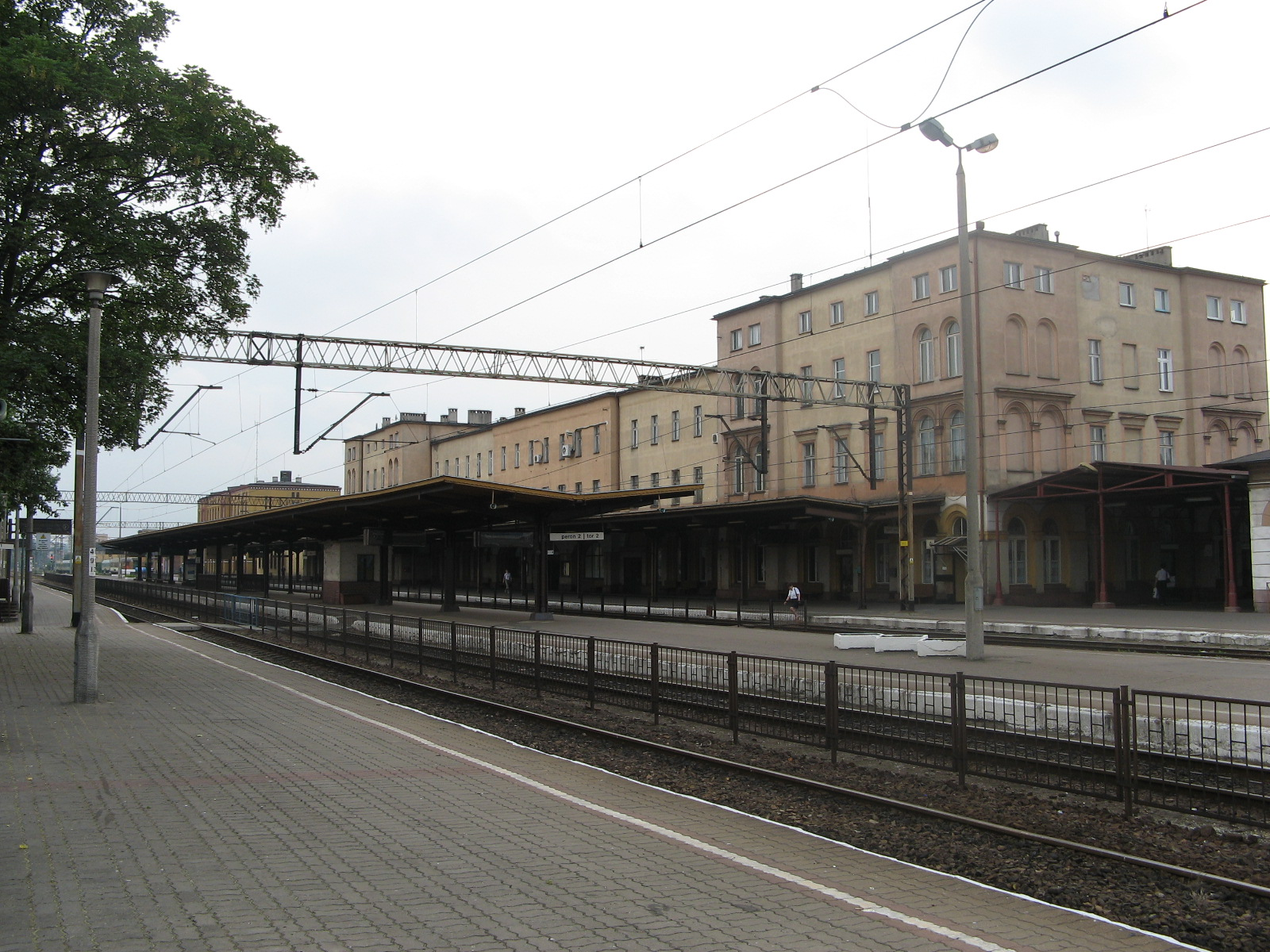
Nástupiště
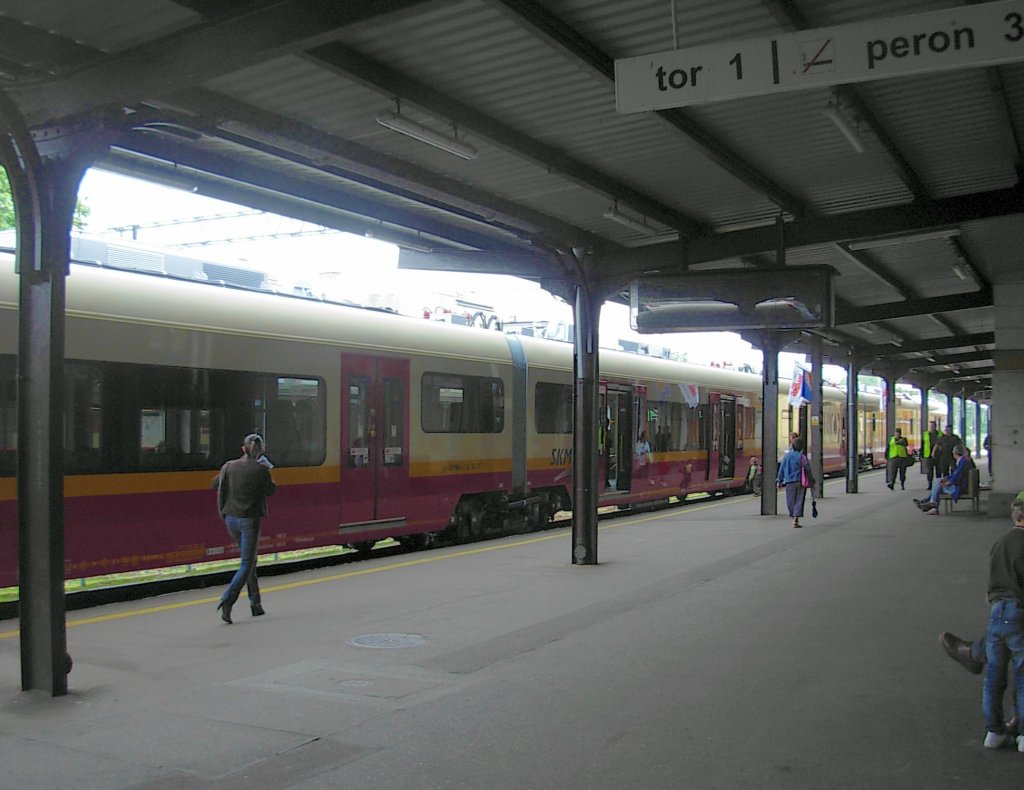
Nástupiště
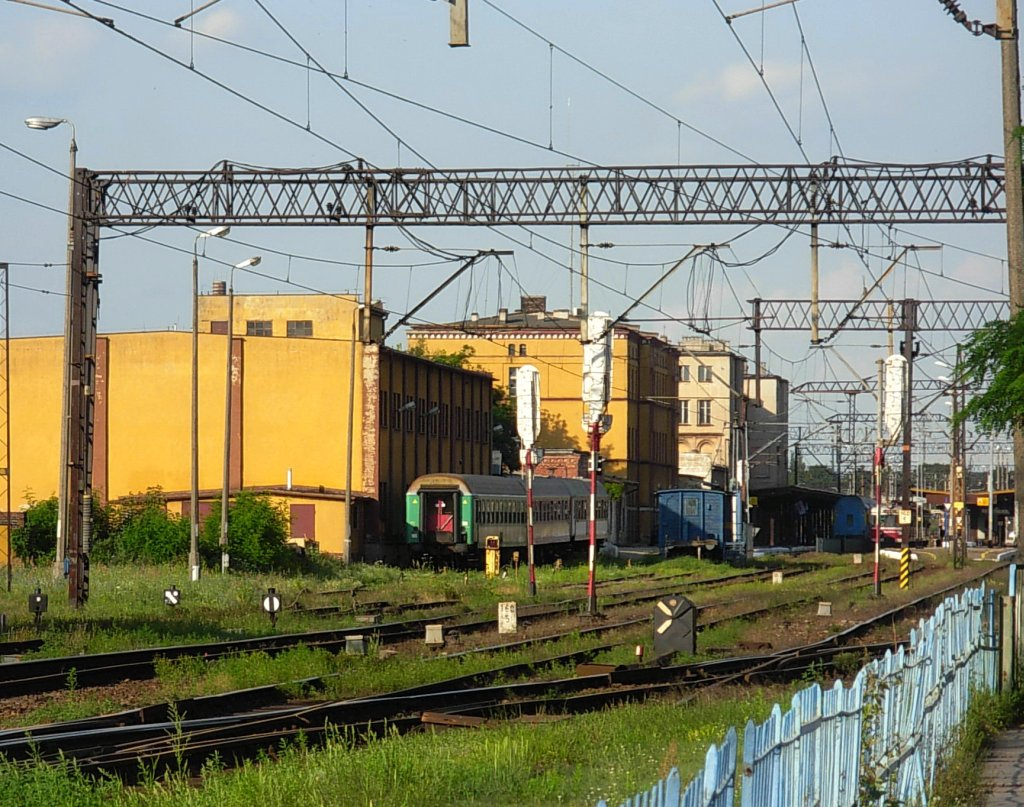
Kolejiště před stanicí